# Guerra sino-indiana
A guerra sino-indiana, também conhecida como conflito fronteiriço sino-indiano, foi uma guerra entre a República Popular da China (RPC) e a Índia. A causa inicial do conflito foi uma região litigiosa no Himalaia, em Arunachal Pradesh, conhecida na China como Tibete do Sul.
Em 1959, ocorreram os primeiros choques fronteiriços. No primeiro momento, Mao Tsé-Tung ordenou o recuo das guarnições de fronteira em 20 Km. Nesse contexto, as patrulhas de fronteira indiana receberam ordens para patrulhar o mais adiante possível e tomar qualquer posto chinês nas fronteiras reivindicadas pela Índia. Quando o avanço indiano foi percebido, o Exército de Libertação Popular recebeu ordens para não recuar mais e deter o avanço indiano, tendo ordens para atirar em tropas indianas que estivesse a menos do que 50 metros de suas posições.
A primeira ofensiva chinesa teve início em 20 de outubro de 1962 e durou quatro dias, a segunda ofensiva teve início em meados de novembro, foi mais maciça e chegou até o sopé da Cordilheira do Himalaia, e tomou, aproximadamente, o território sobre o qual a China exercera soberania nos tempos da Dinastia Qing. O primeiro confronto pesado foi um ataque chinês desfechado contra uma força indiana que avançava sobre posições chinesas ao norte da Linha McMahon, após um combate em Tagla. O conflito ampliou-se de modo a incluir a região de Aksai Chin, que a RPC considerava uma ligação estratégica entre os territórios chineses do Tibete e de Xinjiang. A guerra terminou quando os chineses capturaram ambas as áreas litigiosas e declararam um cessar-fogo unilateral em 20 de novembro de 1962, vigente à meia-noite.
A guerra sino-indiana destacou-se pelo ambiente de combate de montanha, em altitudes de mais de 4 267 m, o que apresentava problemas logísticos para ambos os beligerantes.
Após o cessar-fogo, as tropas chinesas fizeram um recuo unilateral até as posições que onde estavam no início do conflito, criando uma área sem presença militar. Dentre as explicações para esse recuo chinês, estão as dificuldades de manter linhas de suprimento na região.
Os resultados da guerra provocaram mudanças generalizadas nas Forças Armadas Indianas, com o objetivo de prepará-las para conflitos semelhantes no futuro, e colocou em posição politicamente difícil o primeiro-ministro da Índia, Jawaharlal Nehru, acusado de não haver previsto a invasão chinesa.

Outra consequência desse conflito militar foi o aprofundamento da ruptura sino-soviética, pois quando os conflitos se intensificaram, Nikita Khrushchov adotou uma postura de neutralidade com base no princípio da coexistência pacífica. Essa posição foi duramente criticada por um editorial publicado no jornal Diário Popular em dezembro de 1962, que observou que aquela seria a primeira vez que um Estado comunista se recusava a ficar ao lado de outro Estado comunista contra um país "burguês":
| “ | Para um comunista o mínimo que se exige é que ele faça uma clara distinção entre o inimigo e nós mesmos, que ele seja impiedoso com o inimigo e bondoso com seus próprios camaradas. | ” |

Além disso, o editorial pedia para que os aliados da China
| “ | [...] examinassem sua consciência e se perguntassem o que acontecera com o marxismo-leninismo deles e o que acontecera com seu internacionalismo proletário. | ” |

## Mapas

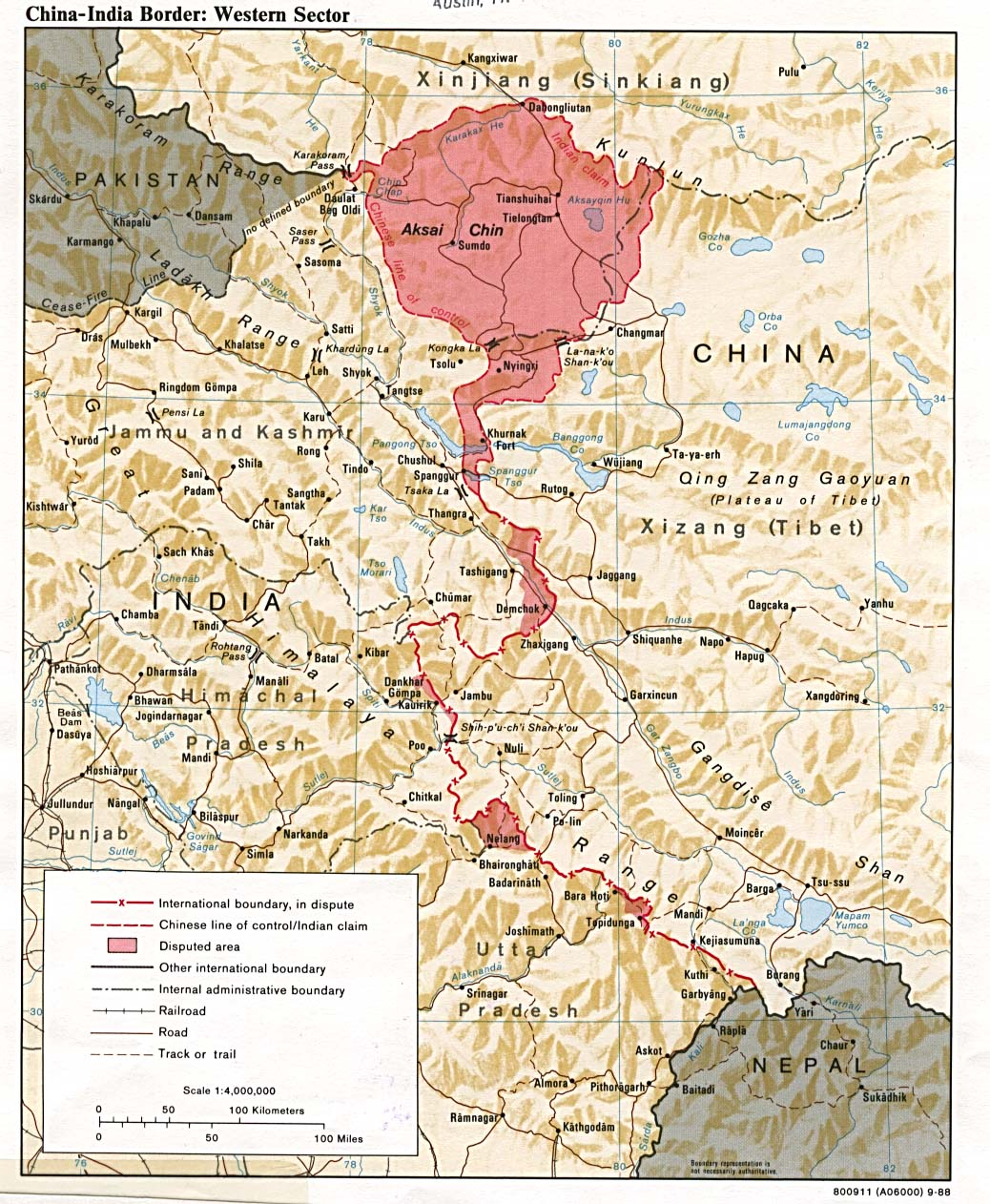
Áreas disputadas na região Oeste - Aksai Chin
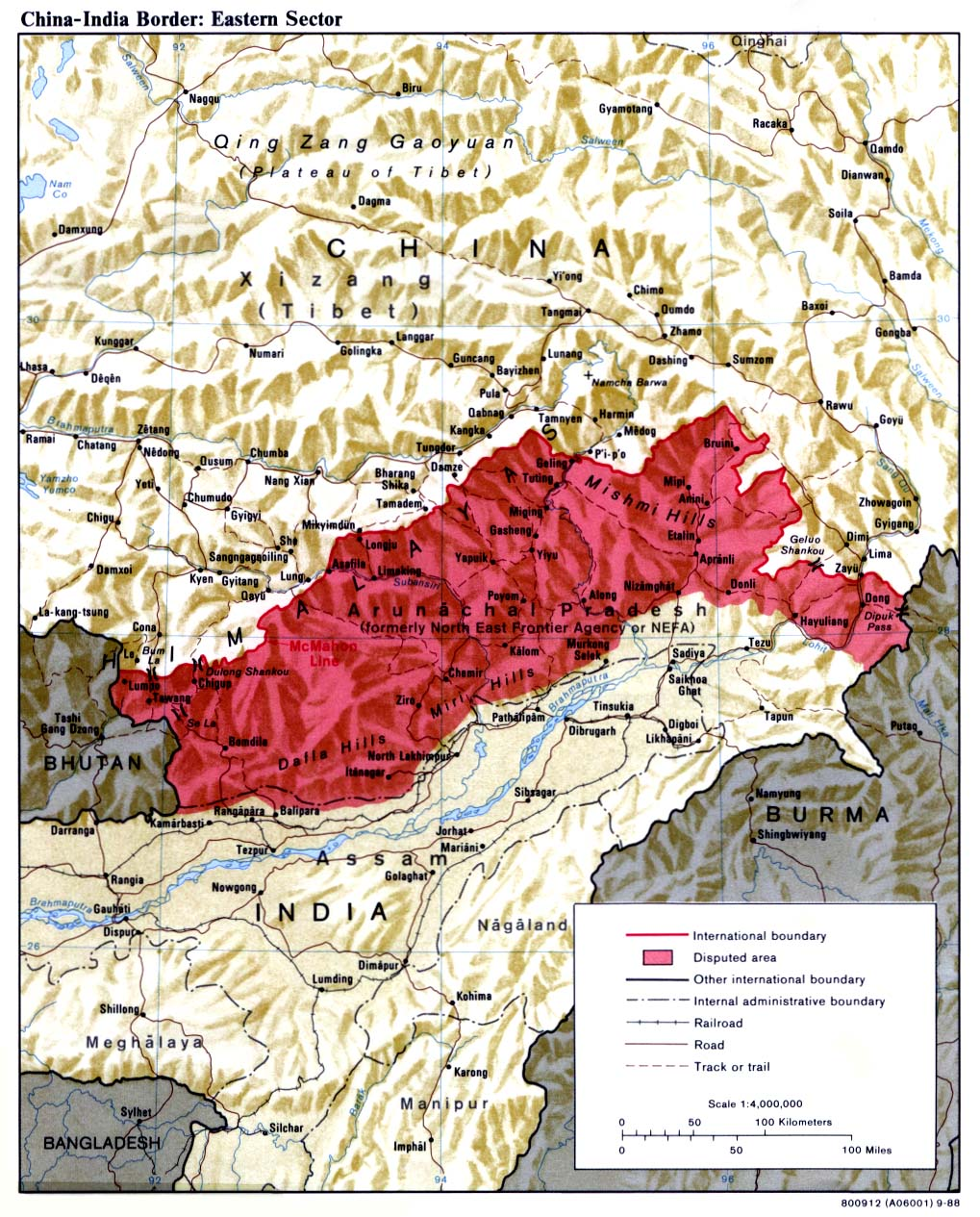
Áreas disputadas na região leste - Arunachal Pradesh